# La mujer en tres etapas
La mujer en tres etapas o también La Esfinge (en noruego: Kvinnen.Sfinx) es un motivo pictórico del pintor noruego Edvard Munch, que plasmó en varias pinturas y grabados de 1894. Muestra tres figuras femeninas o una mujer en tres etapas de su vida. El motivo forma parte del Friso de la vida de Munch, la recopilación de sus obras centrales sobre los temas de la vida, el amor y la muerte. Una variación del motivo es el cuadro Rojo y blanco (en noruego: Rødt og hvitt, 1899/1900), en el que solo se representan dos de las tres mujeres.

## Descripción
De izquierda a derecha, cuatro figuras de cuerpo entero están alineadas aproximadamente a la misma altura: tres mujeres y un hombre. A la izquierda de perfil hay una mujer joven con un ligero y largo vestido blanco, mirando al mar. Está de pie con la cabeza en alto, orgullosa y distante. Su cabello rubio suelto le llega hasta más allá de la cintura. En su mano sostiene un ramo de flores, posiblemente lirios . A su derecha, según Ulrich Bischoff, "realmente impactante", "una mujer de frente y desnuda" con las piernas abiertas y las manos entrelazadas detrás de la cabeza. Consciente de su efecto erótico, mira provocativamente al espectador. Según Anni Carlsson, tiene un "cuerpo brillante e impecable" y una consciente "sonrisa de experiencia", "una Eva que está segura de su victoria".
Otras dos figuras están en el bosque y apenas se destacan entre la oscuridad de los árboles. Una tercera mujer luce, en contraste con la mujer desnuda, un sobrio y cerrado vestido negro que la hace parecer casi una monja. Enmarcado por el largo cabello lacio, su rostro es pálido, casi de tono cadavérico, con ojos grandes de sombras oscuras. Su rictus es inexpresivo. Parece una mujer muerta, enmarcada por contornos negros como una banda de luto. De pie junto a ella, alejado de las tres mujeres y separado por una flor de Haemanthus rojiza delante, hay un hombre también de negro. Su cabeza está inclinada, con el corto cabello similar a un casco y rasgos faciales simplificados. Parece deprimido, los ojos bajos, su comportamiento triste; Según Carlsson, está a punto de irse "dañado por el encuentro con la trinidad".
La escena está bordeada a la izquierda por un mar azul grisáceo verdoso bajo un oscuro cielo tormentoso. La línea de la playa cambia entre rosa, blanco, marrón y amarillo. Limita con una franja verde oscura que se funde en un bosque nocturno negro y verde. En la imagen, Munch combina áreas de color bidimensionales claramente separadas con pinceladas amplias y cortas para evocar una fuerte presencia sensual. Su estilo recuerda al cloisonismo de Paul Gauguin.

## Otras versiones

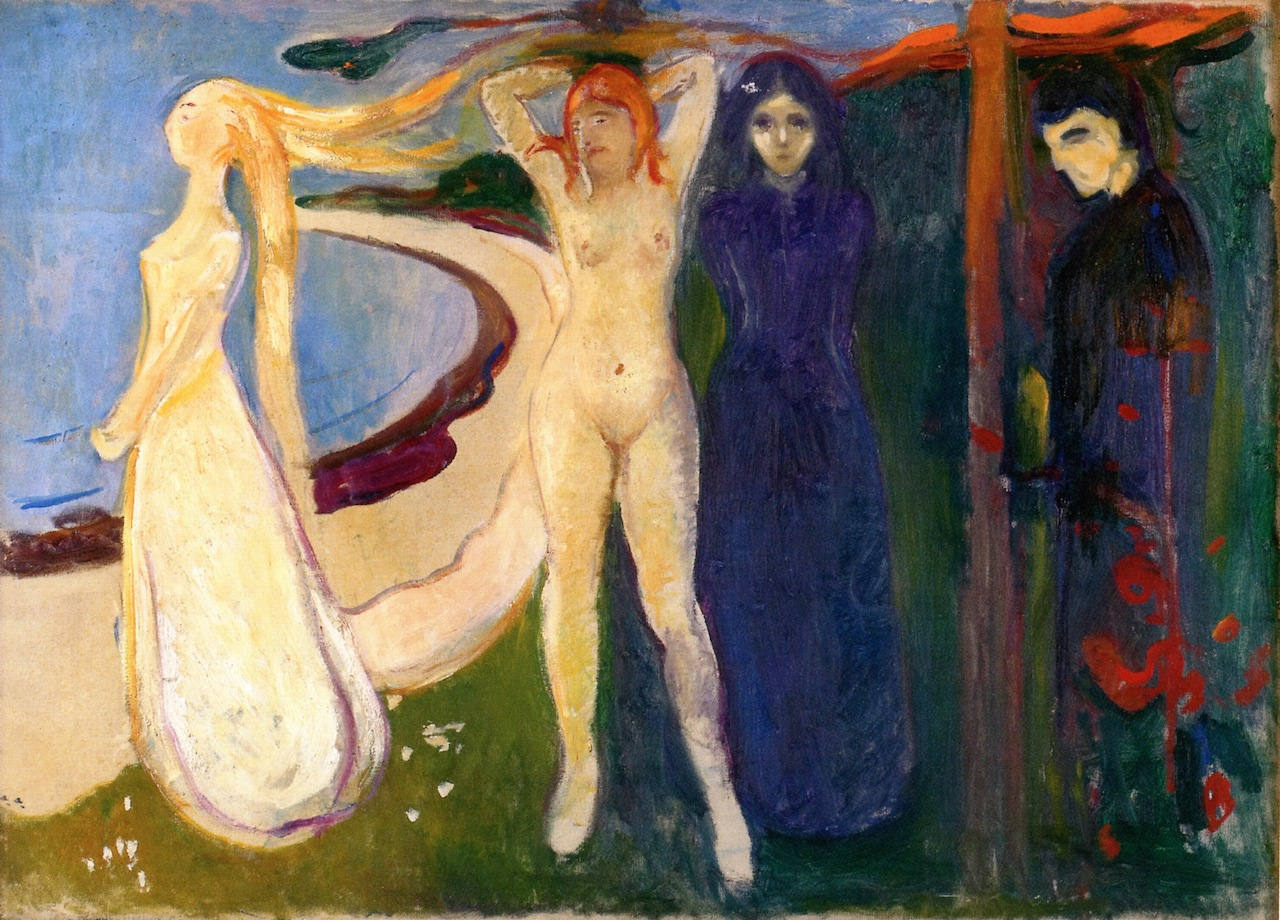
Mujer. Esfinge (1894), óleo sobre lienzo, 72 × 100 cm, Museo Munch de Oslo.
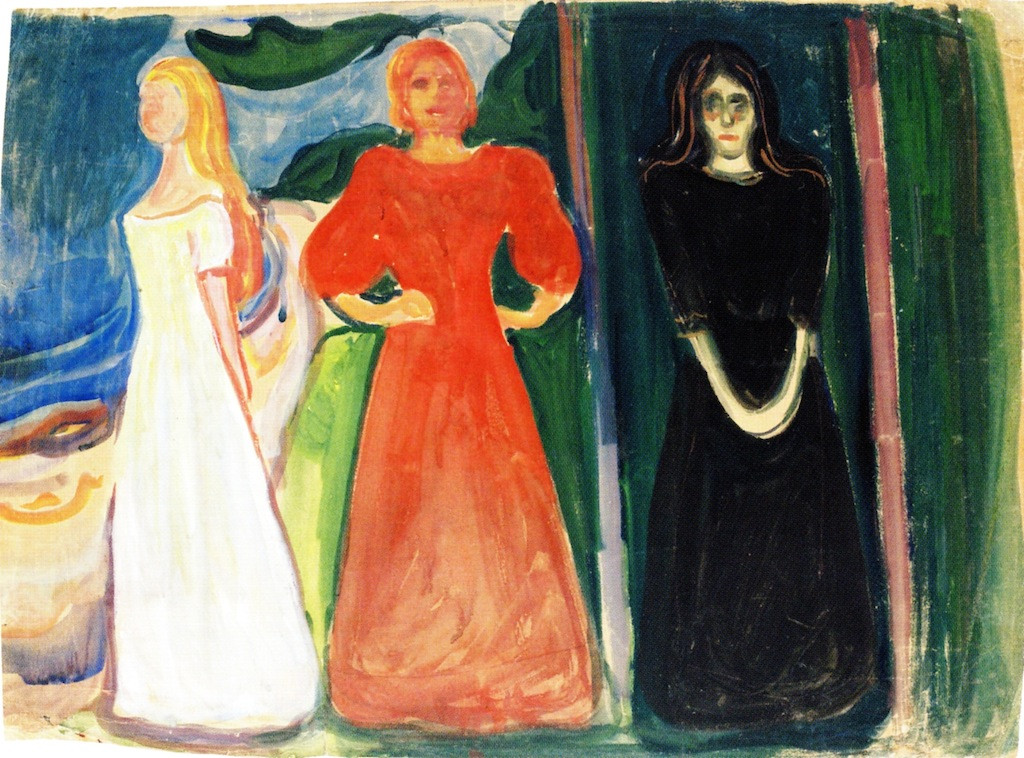
Mujer (1906–07), gouache sobre cartón, 54,7 × 73,6 cm, Museo Munch de Oslo.
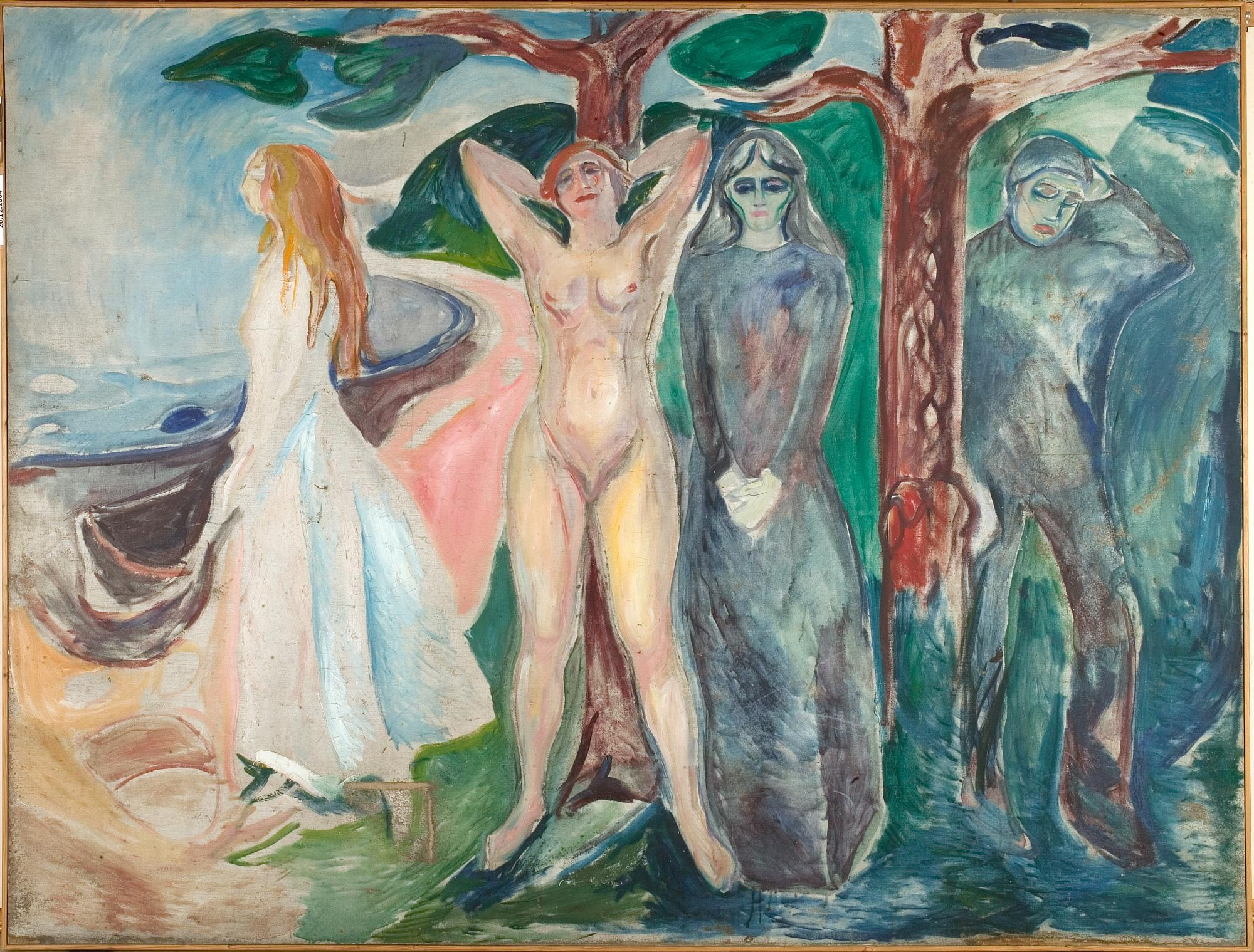
La Mujer (1916–18), Öl auf Leinwand, 200 × 267 cm, Museo Munch de Oslo.
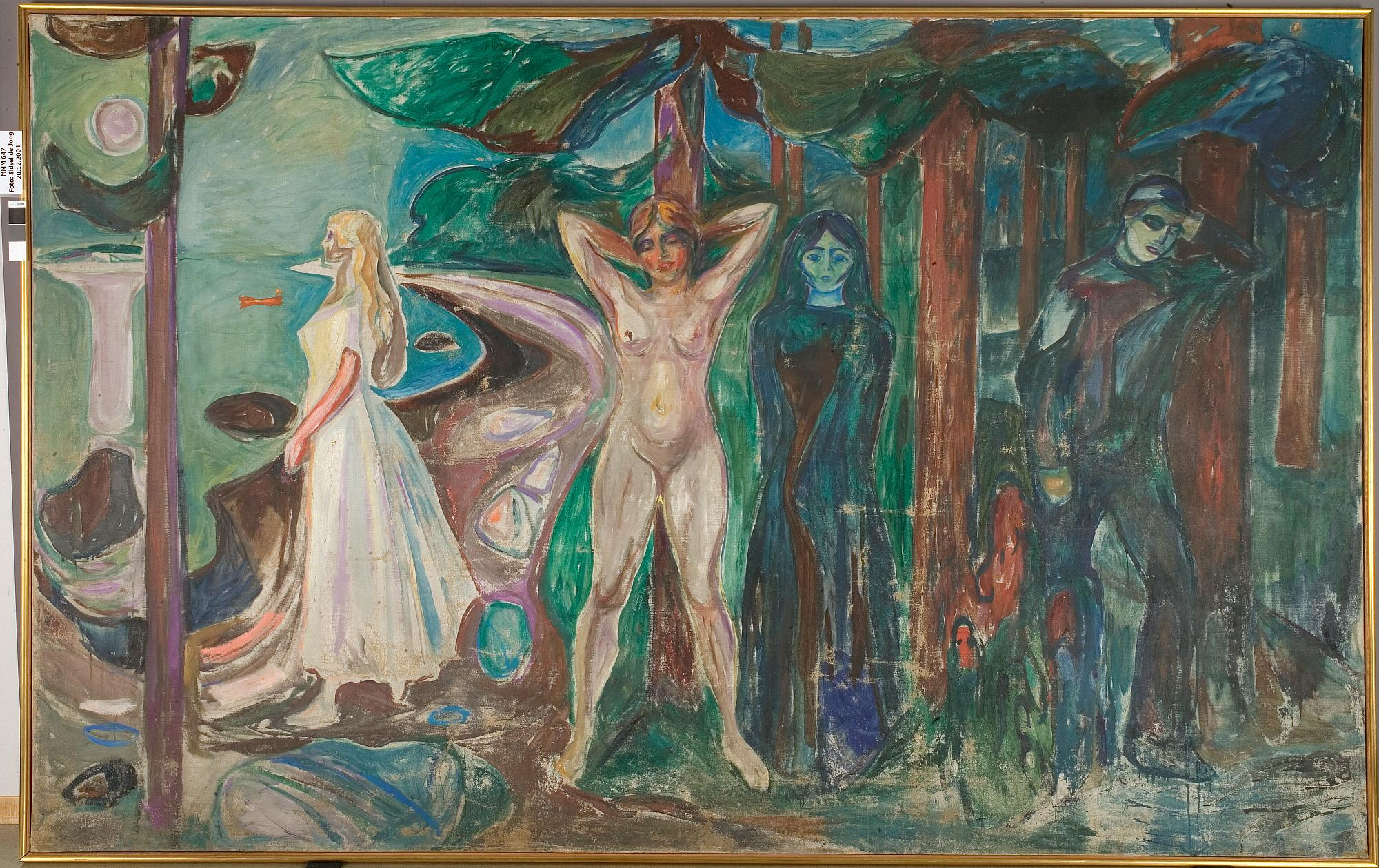
Mujer (1924–25), óleo sobre lienzo, 203 × 317 cm, Museo Munch de Oslo.
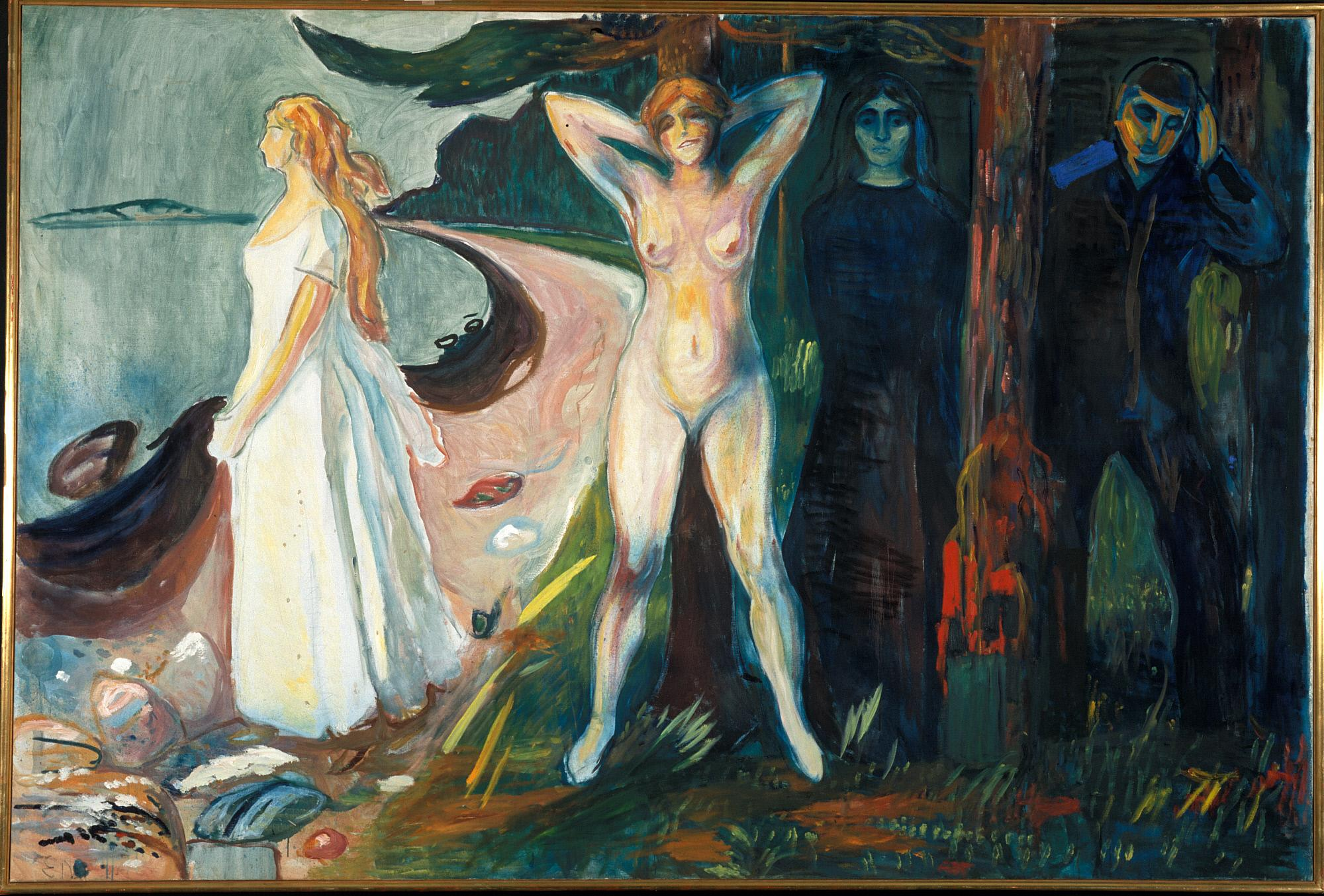
Mujer (1925), óleo sobre lienzo, 155 × 230 cm, Munch-Museum Oslo

Además de la versión principal de 1894, que el coleccionista de arte noruego Rasmus Meyer adquirió para su colección en Bergen, Munch pintó el motivo de La mujer en tres etapas durante sus diferentes períodos creativos al menos cinco veces más. Probablemente se haya perdido una pintura. Según Arne Eggum, podría ser similar al motivo Rojo y blanco. Los primeros aguafuertes que Munch realizó en 1895, en los que las tres figuras femeninas están juntas, hacen referencia a esta composición, que no ha sobrevivido. La gran litografía de 1899, técnica que Munch desarrolló más tarde, retoma la composición de la versión principal, con la disposición de las figuras en espejo. La figura masculina se ha omitido en todos los estampados.

Mujer (1895), grabado, 28,7 × 33,5 cm, Thielska galleriet, Estocolmo.
Esfinge (1899), litografía, 46,2 × 59,2 cm, Thielska galleriet, Estocolmo.
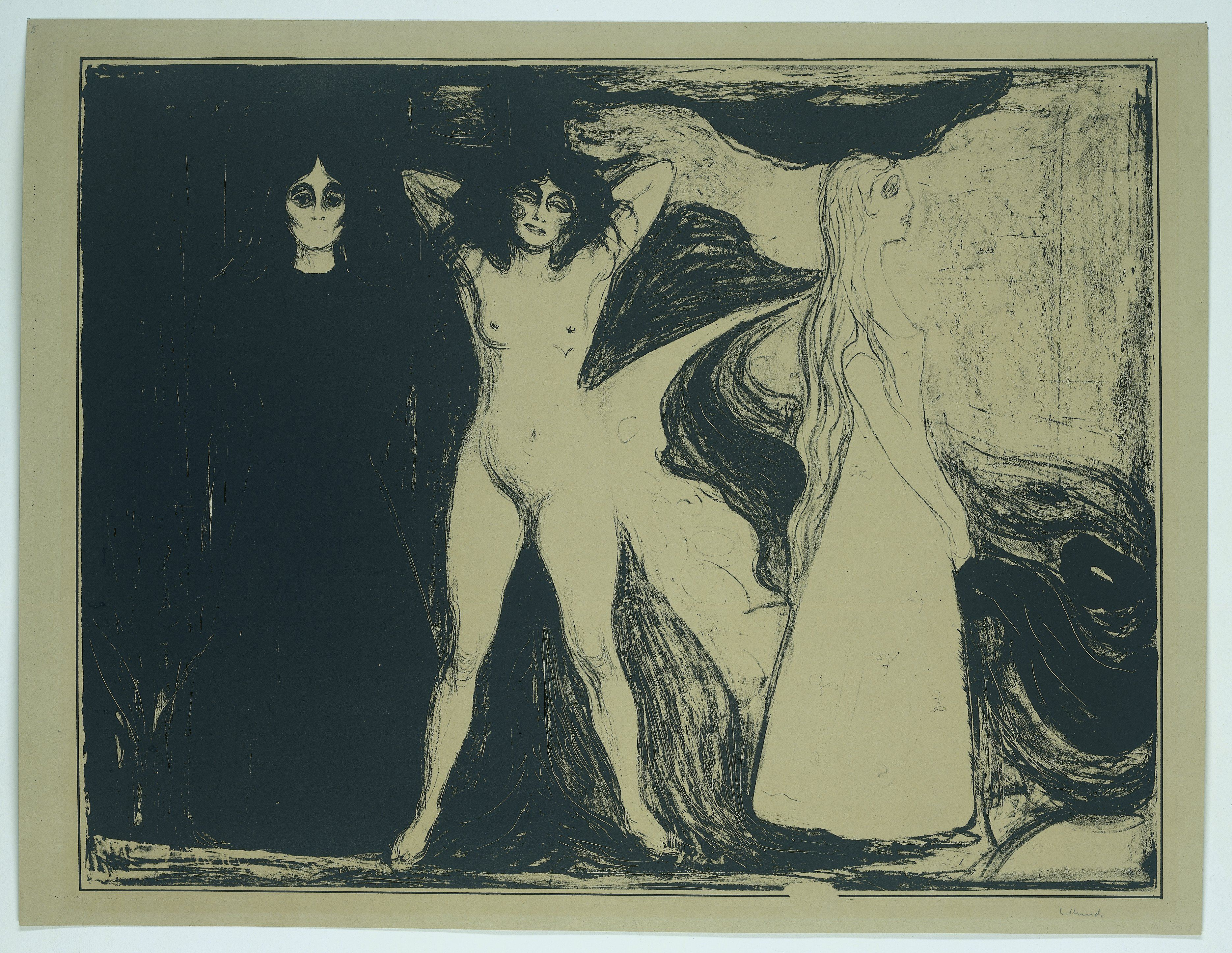
Esfinge (1899), litografía, 50,0 × 65,0 cm, Rijksmuseum Amsterdam.

## Posición en la obra de Munch
En diciembre de 1893, Munch exhibió obras centrales de su obra en Berlín por primera vez como un ciclo de imágenes titulado Estudio para una serie “Die Liebe”. La etapa preliminar del friso de la vida consistió en las seis imágenes La voz, El beso, Vampiro, Madonna, Melancolía y El grito. En una exposición en Estocolmo en 1894, Munch incluyó por primera vez a La mujer en tres etapas en la serie de imágenes. Ocho años después, en Berlín, cuando Munch ya había ampliado su ciclo para incluir los temas del miedo a la vida y la muerte, la pintura formaba el centro de un mural que había titulado El florecimiento y el desvanecimiento del amor.

Las imágenes del friso de la vida se basan en una serie de arquetipos a los que Munch se refirió repetidamente a lo largo de su carrera. Las tres figuras femeninas de La mujer en tres etapas también son figuras que se encuentran en otros cuadros del pintor: la joven vestida de blanco a la orilla del mar, por ejemplo, en Desapego, la mujer desnuda en Madonna, la mujer de rostro pálido en A la luz de la luna. Sin embargo, como suele suceder con Munch, también pueden hacer referencia a personas reales en la vida del artista. Monika Graen identificó a Dagny Juel como modelo para la mujer del centro, cuya posición de la cabeza recuerda a un retrato anterior de Juel, mientras que Ulrich Bischoff percibe el rostro de la hermana en duelo Inger en la mujer de la derecha (véase, por ejemplo, su ilustración en Muerte en la habitación de la enferma y En el lecho de muerte). La figura masculina apartada y compungida, por otro lado, sigue el modelo del amigo de Munch, Jappe Nilssen, quien a menudo actuaba como el alter ego del pintor, como en Melancolía y Desesperación.

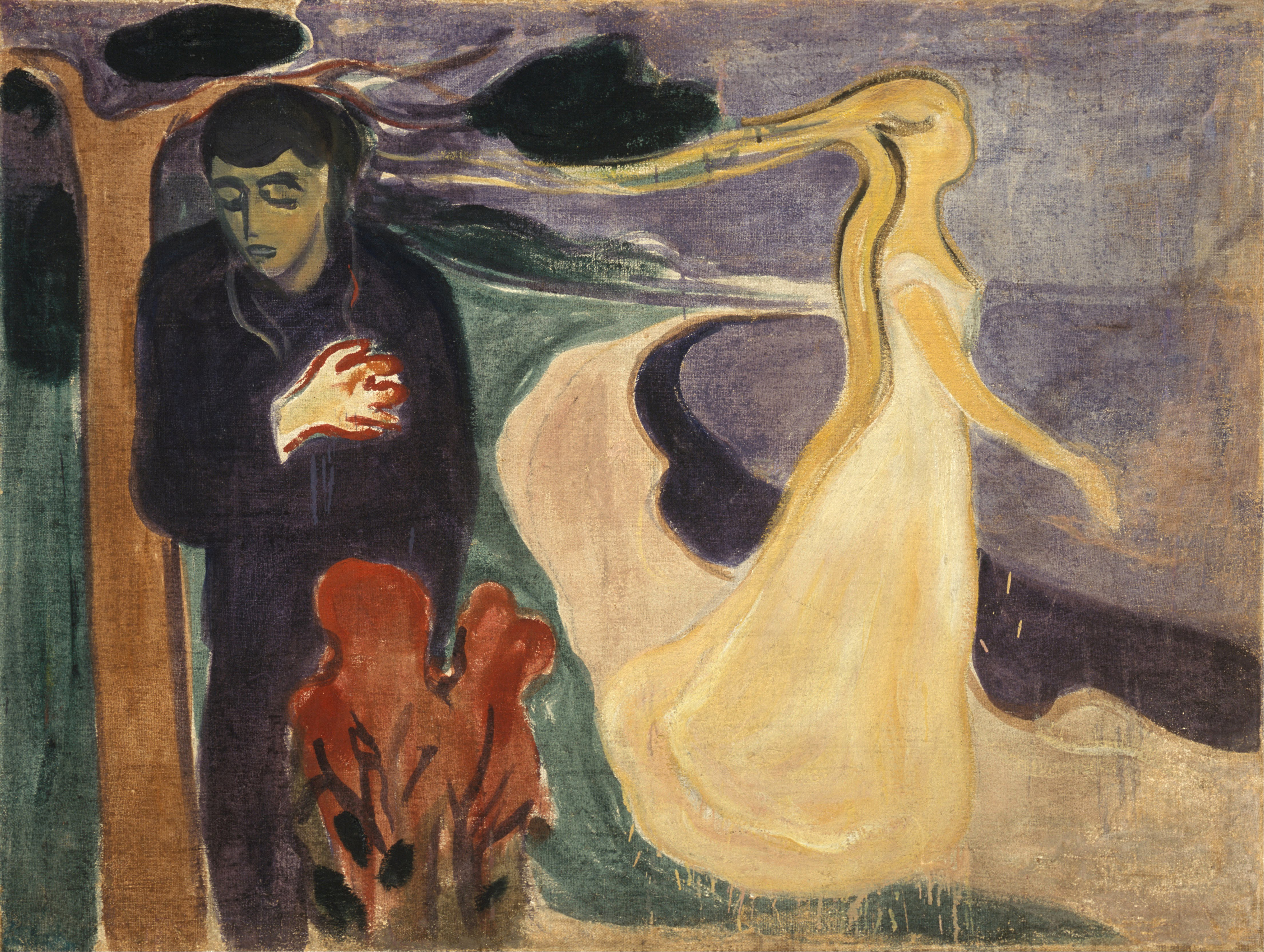
Desapego (1896), óleo sobre lienzo, 96,5 × 127 cm, Museo Munch de Oslo.
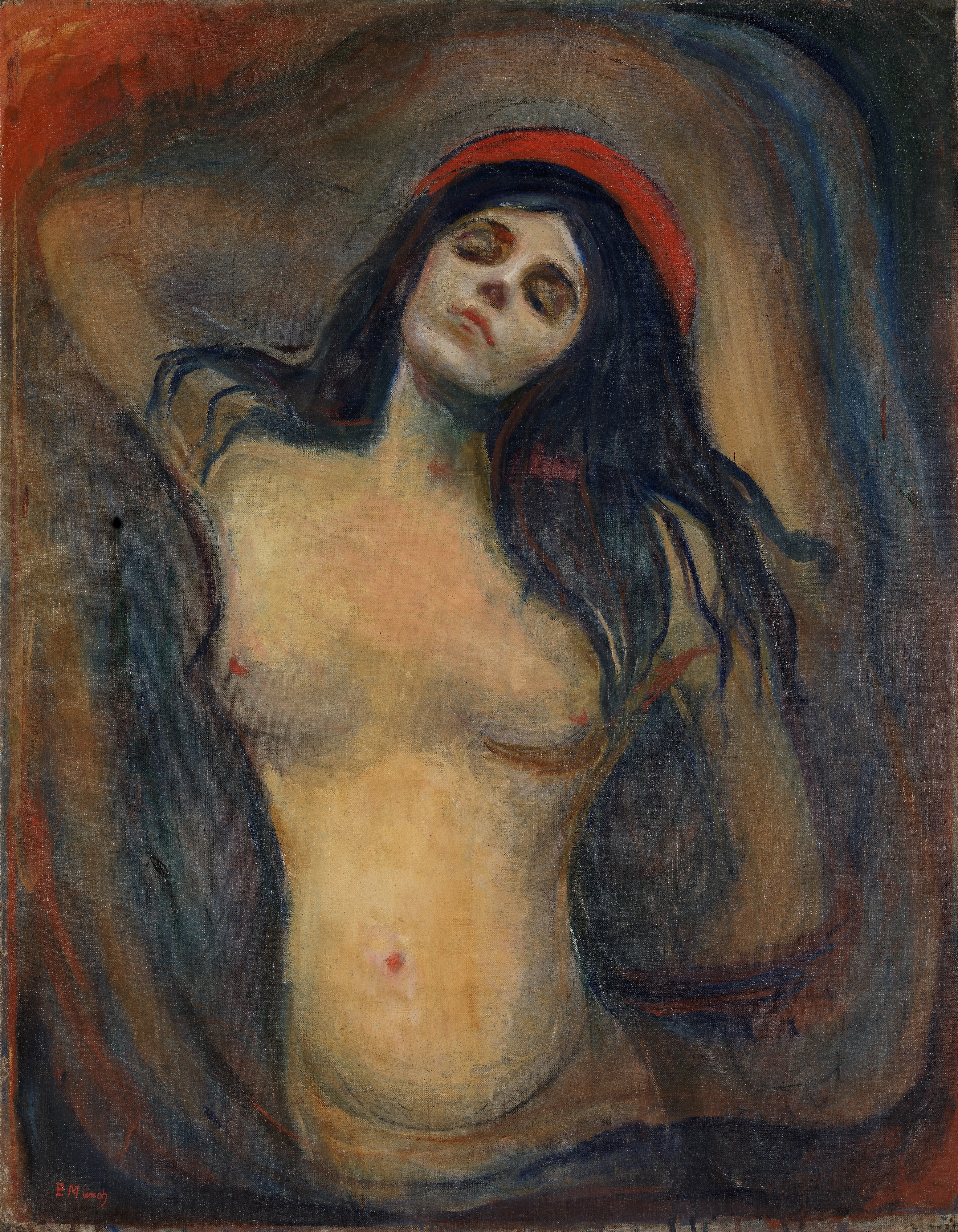
Madonna (1894/95), óleo sobre lienzo, 90,5 × 70,5 cm, Galería Nacional de Noruega, Oslo.
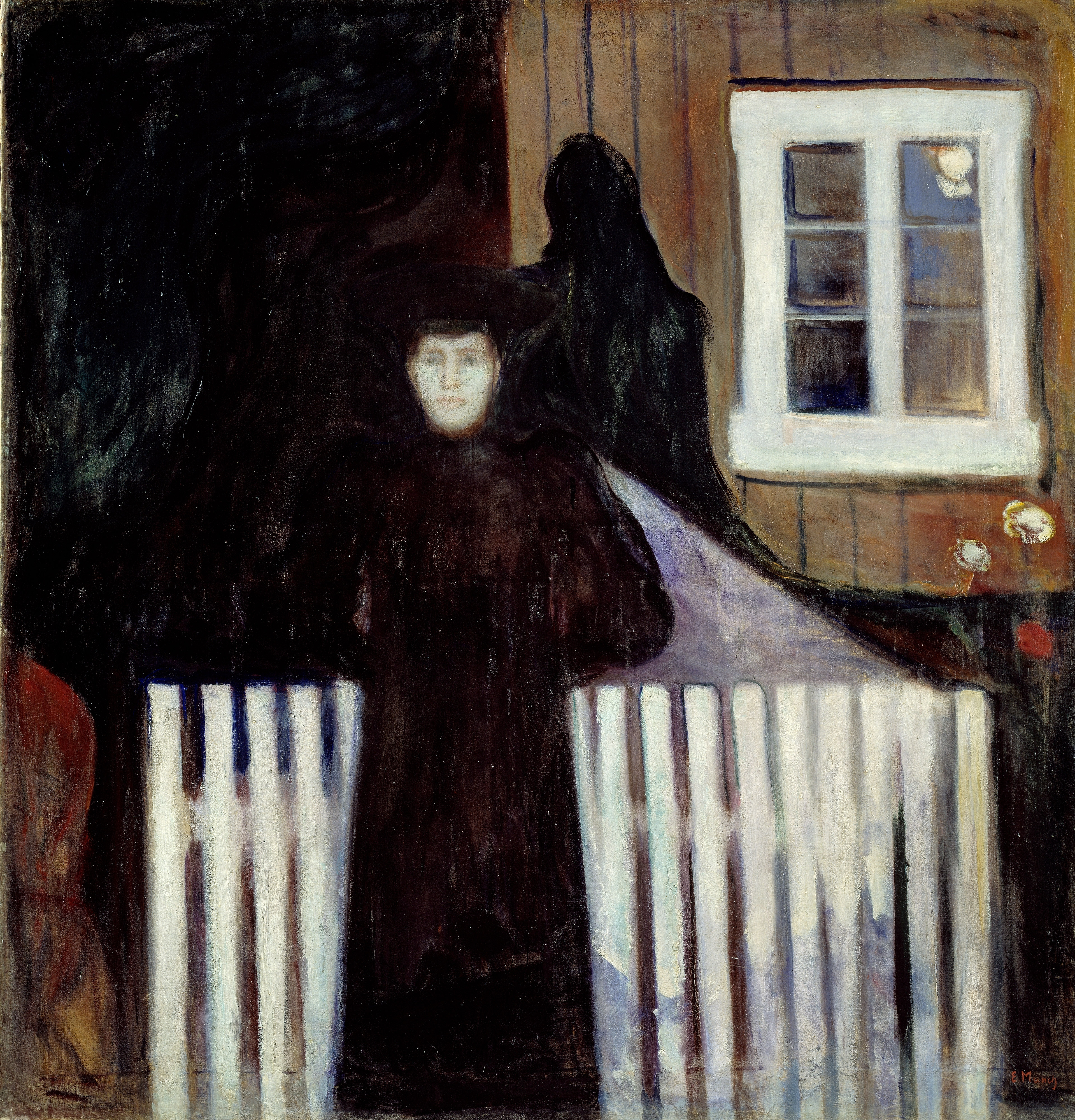
A la luz de la luna (1893), óleo sobre lienzo, 140,5 × 137 cm, Galería Nacional de Noruega, Oslo.
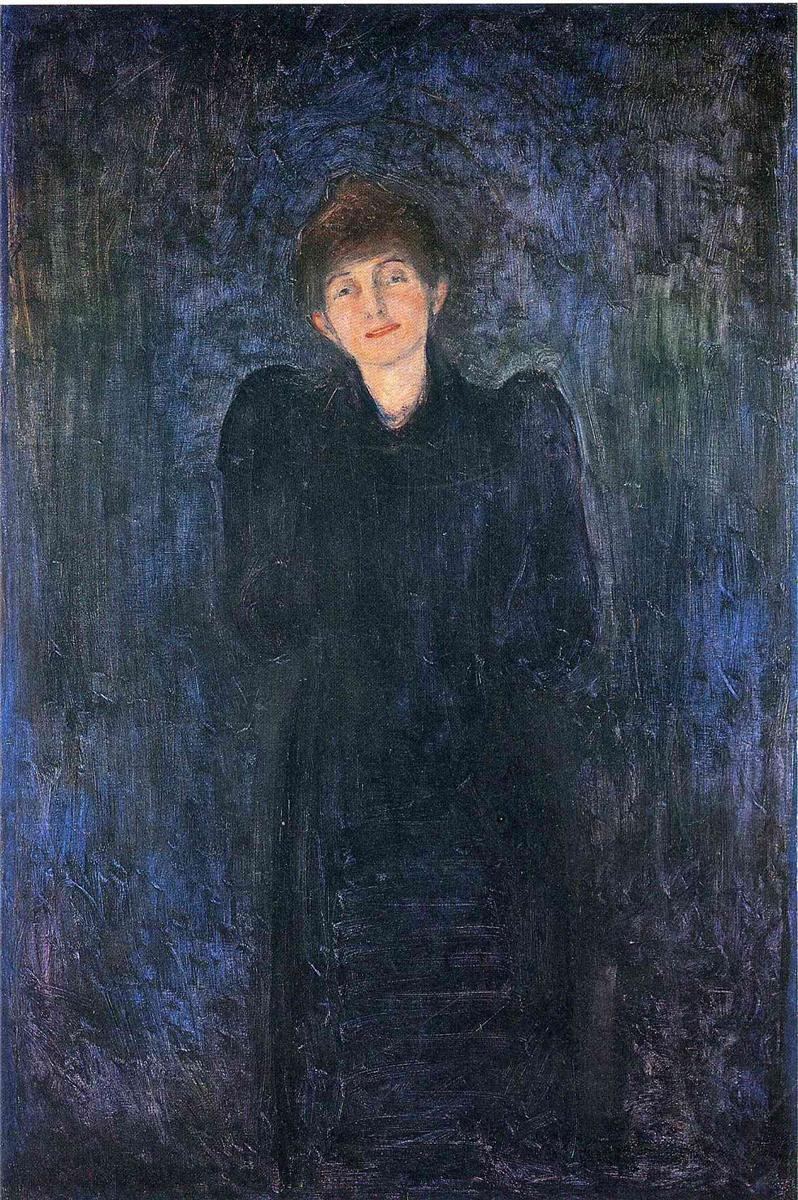
Dagny Juel Przybyszewska (1893), óleo sobre lienzo, 158 × 112 cm, Museo Munch de Oslo.
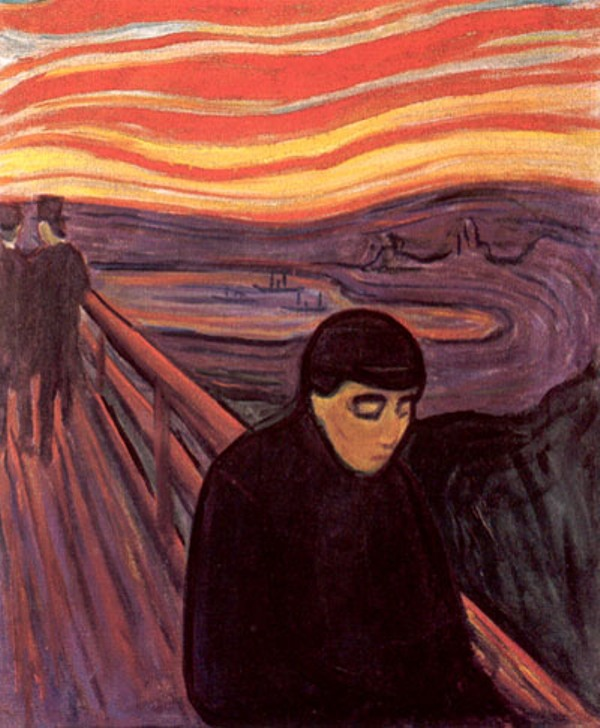
Desesperación (1894), óleo sobre lienzo, 92 × 72,5 cm, Museo Munch de Oslo.

## Interpretación

### Tres mujeres
Según Uwe M. Schneede, las tres mujeres de la imagen pueden interpretarse como representaciones de las diferentes edades de una mujer o como una "división de la mujer en tres seres" en los que irremediablemente se iba transformando en su periplo vital a ojos masculinos, según la mentalidad que prevaleció hasta entrado el siglo XX. Munch comentó: “La mujer que es al mismo tiempo santa, puta y desgraciadamente perdida". Matthias Arnold describió a los tipos como "la virgen inocente ligeramente vestida, junto a la mujer voluptuosa desnuda, y finalmente la monja de negro". Según Ulrich Bischoff, es una "visualización de las ideas que se han desarrollado en la cabeza del hombre sobre las diversas formas en que existen las mujeres". En este sentido, para Schneede, el hombre escondido a la sombra de los árboles es el protagonista real del cuadro, incapaz de “participar en la diversidad del ser femenino”.
En la primera exposición en Estocolmo, la imagen tenía el subtítulo: “Todos los demás son uno, tú eres mil”, una cita de la obra de teatro El balcón de Gunnar Heiberg. En retrospectiva, Munch también hizo una conexión con otra obra de teatro, el último drama de Henrik Ibsen Al despertar de nuestra muerte (1899): “Las tres mujeres: Irene, vestida de blanco, soñando con la vida, la alegre Maja, la desnuda. La mujer afligida con el rostro pálido y mirando entre los baúles, el destino de Irene, la enfermera. Estas tres mujeres reaparecen en el drama de Ibsen, como en mi foto en muchos lugares."  En otro comentario, comparó a las mujeres con las estaciones: "La sonrisa de la mujer - son tres - primavera - verano - invierno / seductora como la primavera - fragante en dulce expectativa - tímida y - dulcemente seductora - como el canto de los pájaros de la primavera y las flores del campo - la sonrisa plena del verano - sobre el cultivo de los frutos - la sonrisa feliz de la madre - la sonrisa del invierno, la preocupación, la muerte grave y dolorosa como la pócima de la muerte - la consumación de la vida ”. Podría haber tomado la idea de su motivo del poema Las tres mujeres del poeta danés Johannes Jørgensen, que se publicó un año antes de que se creara la imagen.

### Mitología
El título Esfinge, bajo el cual Munch presentó su imagen por primera vez, remite a la mitología griega en la que la Esfinge, mitad mujer, mitad monstruo alado, asedia la ciudad de Tebas y mata a todos los que no pueden resolver el enigma que ella plantea. Solo Edipo entiende la referencia a personas de diferentes edades, una solución que está completamente en línea con el tema de Munch del Friso de la vida, que abarca desde el despertar del amor en la juventud pasando por la madurez y fecundidad de la vida hasta la vejez y la muerte. Cuando se hizo la pintura a finales del siglo XIX y aun en los primeros años del siglo XX, el término esfinge también era sinónimo de mujer fatal. También en este sentido, “las tres figuras femeninas deben entenderse como un acertijo para el hombre”.
Con una descripción diferente de las tres mujeres como Nornas, Munch trazó el vínculo con la mitología nórdica, las tres diosas del destino en la Edda, donde Urd (destino), Verdandi (lo que se está convirtiendo) y Skuld (culpa) también se entendían como personificaciones de la voluntad pasada, presente y futura. Según Ingebjørg Ydstie, la conexión con estas guardianas de la vida y la muerte subraya el poder y el efecto fatídico que Munch atribuyó siempre al encuentro entre el hombre y la mujer.

## Rojo y blanco

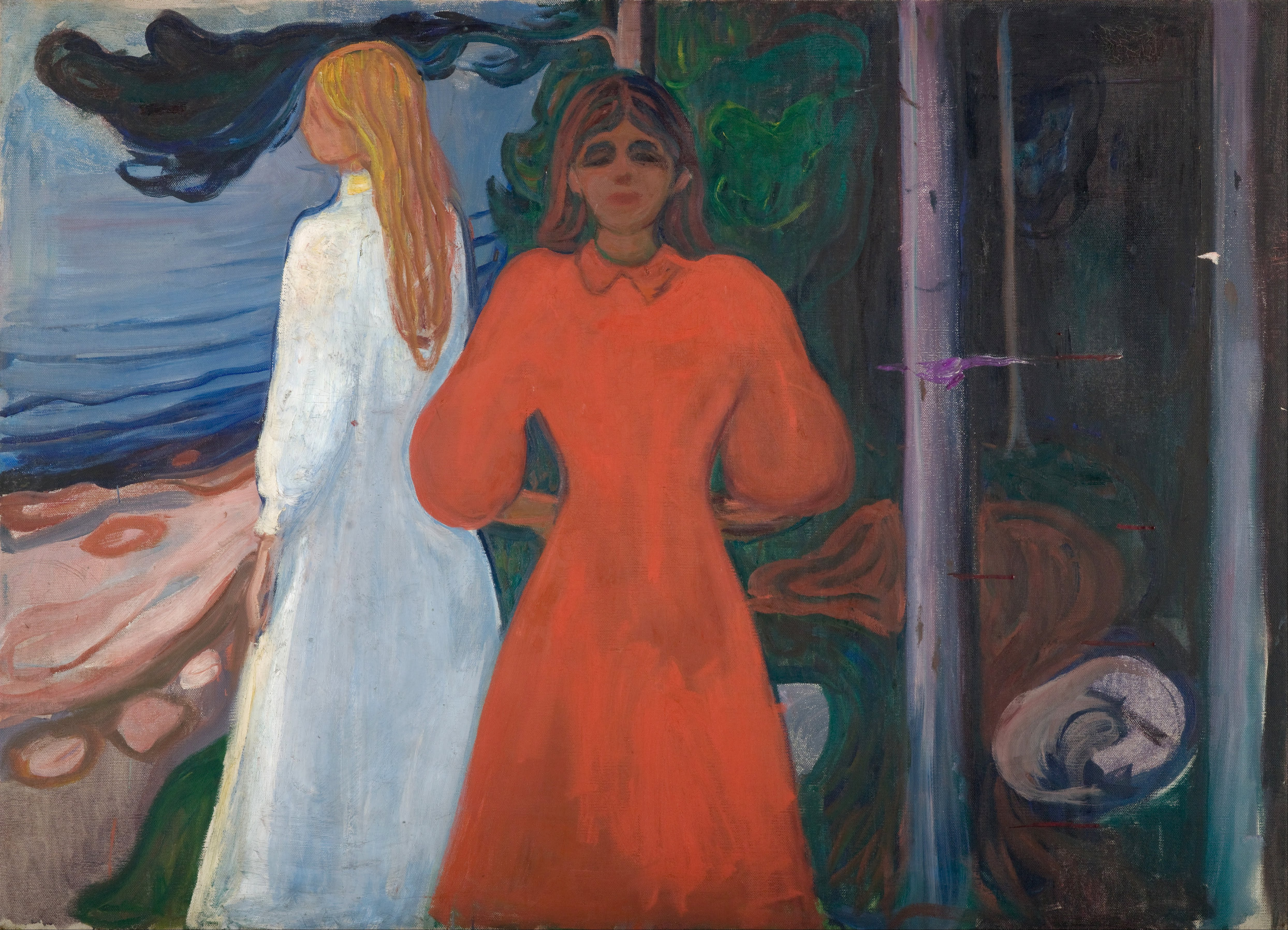
Rojo y blanco, 1903.

El cuadro Rojo y blanco de principios de siglo, que se caracteriza por sus colores intensamente brillantes, también pertenece al contexto del motivo La mujer en tres etapas. Las primeras fotografías muestran que el cuadro fue muy repintado alrededor de 1903. En particular, a la derecha de la mujer vestida de rojo había una mujer de cabello oscuro de perfil, que estaba oculta por troncos de árboles añadidos. La composición original era, por tanto, similar a los primeros grabados de La mujer en tres etapas .

Después del retoque, solo queda el contraste entre la figura femenina frontal vestida de rojo brillante y la figura de perfil de blanco luminoso. Munch utilizó un simbolismo del color que también impregna sus otras obras. En el motivo de la chica del puente, por ejemplo, los colores blanco y rojo representan inocencia y erotismo. No solo que la mujer de frente esté vestida, sino también las poses se cambian. La mujer junto al mar se ha deslizado de su “perfil ensimismado”, a una vista de tres cuartos de espaldas. De esta manera recuerda a la figura femenina de Dos personas . La mujer del vestido rojo adopta una pose similar a la de La Voz . A pesar de sus diferentes miradas, las dos mujeres de Rojo y blanco deben entenderse como "dos almas" de una sola persona, como dicen Arne Eggum y Guido Magnaguagno. Los colores rojo y blanco también determinan el motivo La danza de la vida, que fue creado al mismo tiempo, otra obra importante del pintor, que le da al triple tema un marco narrativo con un evento de danza. Munch reemplazó con esta imagen en la exposición de Leipzig del friso de la vida a La mujer en tres etapas .

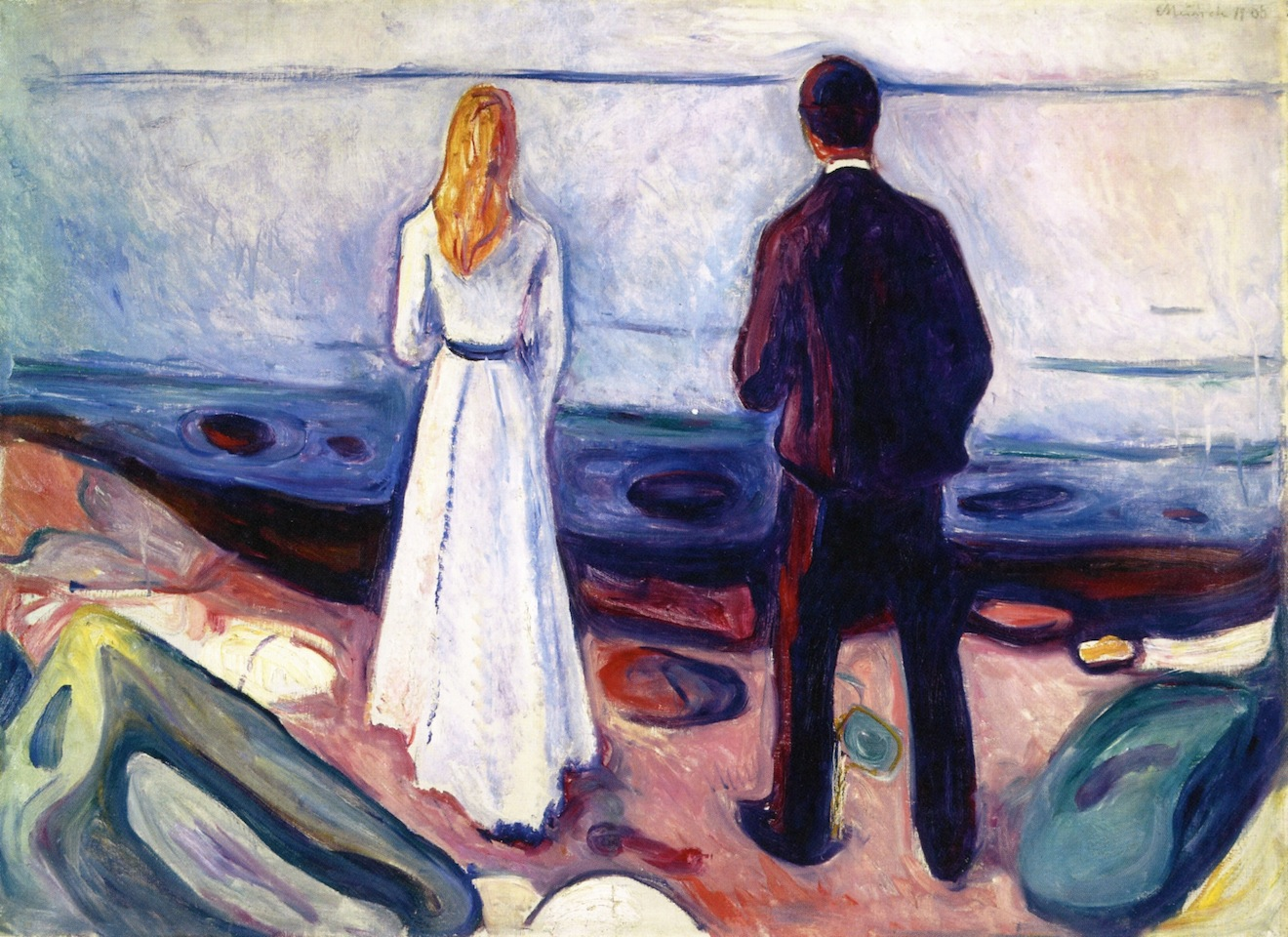
Dos personas (1905), óleo sobre lienzo, 80 × 110 cm, colección privada.
La voz (1896), óleo sobre lienzo, 90 × 119 cm, Museo Munch de Oslo.La voz (1896), óleo sobre lienzo, 90 × 119 cm, Museo Munch de Oslo.
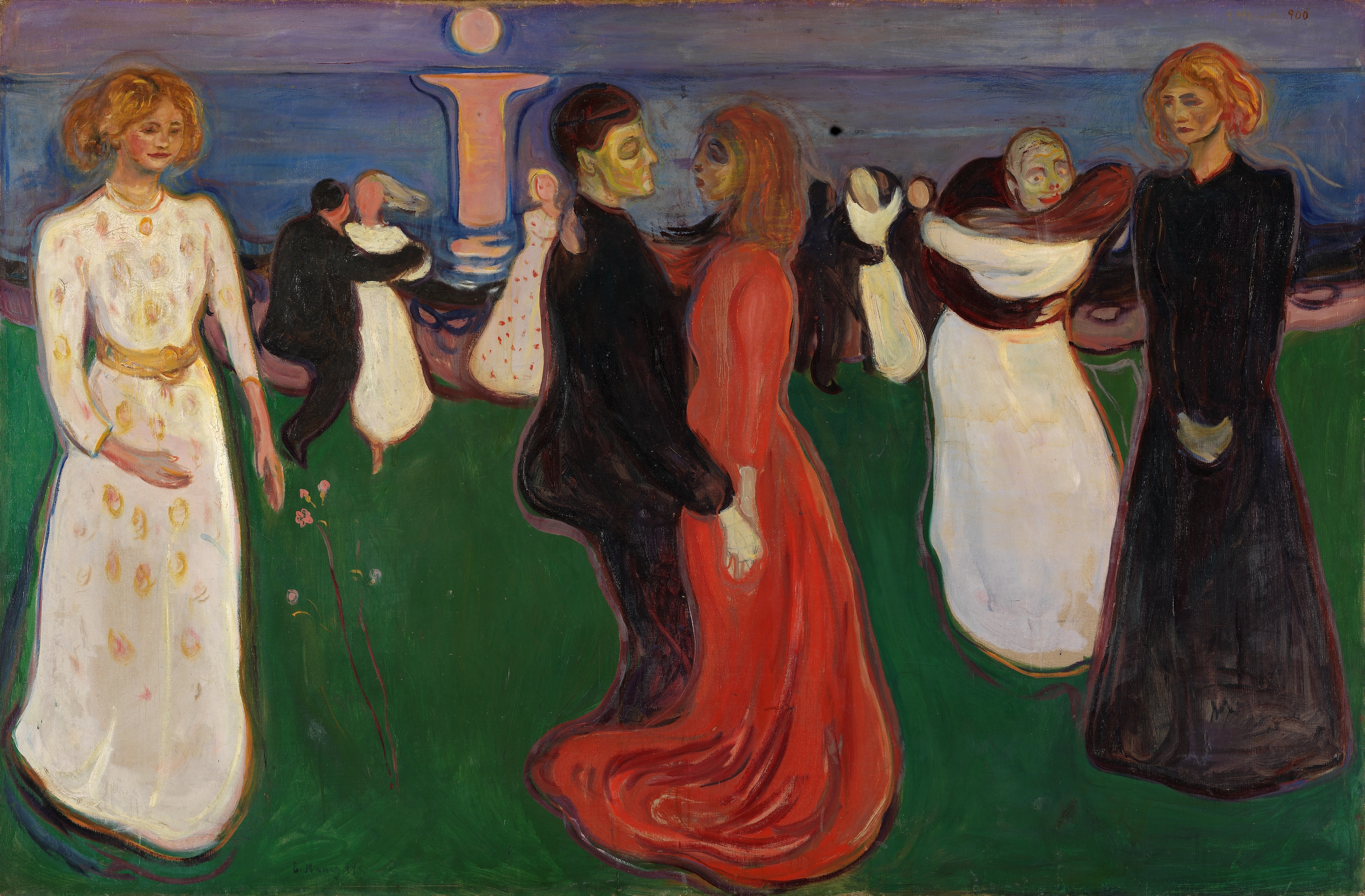
La danza de la vida (1899-1900), óleo sobre lienzo, 129 × 191 cm, Galería Nacional de Noruega, Oslo.